# Guy Mangelschots
Guy Mangelschots (8 april 1941) is een Belgische gewezen voetbalcoach en -bestuurder.

## Carrière
Mangelschots speelde als voetballer alleen voor Herk Sport, dat in die dagen in tweede en derde provinciale vertoefde.Ze degradeerden in 1966 en 1971 in tweede en kwamen even snel terug in 1967 en 1972.Ook in 1963 werd hij kampioen in derde en zelfs topschutter van de reeks.Zijn aantal wedstrijden en doelpunten zijn het totaal van het seizoen 1963-1964 tot en met 1971-1972.In 1972 stopte hij omdat hij al jaren last had van zijn knie.
De Limburger begon als jeugdtrainer bij Sporting Hasselt in 1972. Midden jaren 70 werd hij gepromoveerd tot hoofdcoach. Hij loodste het team van Derde naar Tweede Klasse. In 1979 dwong Hasselt zelfs de promotie naar Eerste Klasse af. Mangelschots werd voor het eerst trainer op het hoogste niveau. In de loop van het seizoen stelde de club de Nederlander George Knobel aan als adviseur van Mangelschots. De spelersgroep reageerde niet positief en Knobel mocht al gauw vertrekken. Op het einde van het seizoen degradeerde Hasselt en vertrok Mangelschots voor één seizoen naar Patro Eisden.
In de jaren 80 was Mangelschots actief bij Wezel Sport, FC Herentals en Hoeselt VV. In 1986 stond hij op het punt die laatste club in te ruilen voor SK Tongeren, tot tweedeklasser Sint-Truiden VV interesse toonde. Hij werd bij de Kanaries de opvolger van Eric Vanlessen. Met jonge spelers als Danny Boffin, Marc Wilmots en Gunter Jacob werd STVV in 1987 kampioen. De club promoveerde en ook in Eerste Klasse kon STVV zich handhaven. Na vier seizoenen werd Mangelschots vervangen door Walter Meeuws, waarna STVV opnieuw degradeerde.
De Limburgse coach trok zelf ook naar Tweede Klasse, waar hij ditmaal trainer werd van Racing Mechelen. Hij eindigde met de Mechelse club op de dertiende plaats in het klassement en mocht vertrekken. Mangelschots besloot terug te keren naar Patro Eisden, waar hij opnieuw de opvolger werd van Eric Vanlessen. Maar Mangelschots kreeg het team niet op de rails. De club degradeerde op het einde van het seizoen.
Sint-Truiden speelde ondertussen opnieuw in Tweede Klasse. Trainer Albert Van Marcke werd tijdens het seizoen 1992/93 al na enkele maanden ontslagen. Ook diens opvolger Martin Lippens hield het niet lang vol. Uiteindelijk keerde Mangelschots in januari 1993 terug naar Stayen. Hij moest net als enkele jaren voordien de club naar Eerste loodsen. En dat lukte ook, in 1994 werd STVV kampioen. Tot 1996 bleef Mangelschots trainer. Nadien werd hij in het bestuur van de club opgenomen als technisch directeur. Af en toe viel hij nog even in als interim-coach. In 2012 ging hij met pensioen.